# Чернігівка (Свободненський район)
 В Амурській області в Архаринському районі теж є село Чернігівка. 
Чернігівка (рос. Черниговка) — село в Свободненському районі Амурської області, Росія. Є частиною українських етнічних земель — Зеленого Клину.

## Населення
| 2002 | 2010 | 2012 | 2013 | 2014 | 2015 | 2016 |
| ---- | ---- | ---- | ---- | ---- | ---- | ---- |
| 531  | ↘465 | →465 | →465 | ↗471 | ↗477 | ↘457 |
| 2017 | 2018 |      |      |      |      |      |
| ↗467 | ↘459 |      |      |      |      |      |